# スーパーストリートファイターII キャミィ外伝
『スーパーストリートファイターII キャミィ外伝』（スーパーストリートファイターツー キャミィがいでん）は、中平正彦による日本の漫画作品。『週刊少年サンデー増刊号』（小学館）1994年1月増刊号に読切が掲載され、同年3月号から7月増刊号まで同誌で連載された（読切は単行本で第1話として収録）。『CAMMY外伝』と表記されることもある。
カプコンの対戦型格闘ゲーム『スーパーストリートファイターII』（以下『スパII』）に登場するキャミィを主人公とし、ゲームとは異なる外伝ストーリーが描かれる。
中平が読み切り作品を何本か執筆していた頃、小学館からスーパーファミコン版『ストリートファイターII』（以下『ストII』）の攻略漫画の依頼が来たが、集英社でも同じ企画が進んでいたため没となり、その後しばらくして『キャミィ外伝』の話が来たという。その時点で第1話のあらすじは編集の方で作られ、すでにカプコンからの許諾を得ていた。劇場アニメ『ストリートファイターII MOVIE』の公開にあわせてコミックスを出す企画であり、当初は3回の連載予定だったが6回に延長された。連載開始当時はカプコンでもキャミィの設定はまだはっきりと決まっていなかったため、漫画では独自に作られた部分が存在する。また、いくつかある制限の中で『スパII』のキャミィのエンディング関係の情報（キャミィの上司や仲間たち）を出してはいけないというものがあり、そのためエンディングに登場する上司のウルフマン大佐の設定がゲームと漫画の1話時点で異なっているが、最終的に仲間たちは登場することになった。
1994年8月に発売された劇場アニメのフィルムコミック『劇場アニメーション ストリートファイターII』に、中平が描く『キャミィ外伝』の「Special Episode」が掲載された。
2018年10月に復刊ドットコムから発行された中平の漫画『ストリートファイターZERO』新装版に『CAMMY外伝』前編、同年12月に発行された『STREET FIGHTERIII RYU FINAL -闘いの先に-』新装版に『CAMMY外伝』後編として本作が2冊に分けて収録された。また、『RYU FINAL』新装版の特典として「CAMMY外伝 Special Episode」が小冊子として付属された。

## 登場人物
キャミィ
英国情報部特殊工作部隊員。19歳。3年前、戦場で大ケガを負って記憶を失っていたところをウルフマン大佐に助けられており、彼に恩義を感じている。情報部教育課程を優秀な成績で卒業し、入隊テストを兼ねた極秘任務を遂行したことにより特殊工作部隊へ配属される。
ウルフマン大佐
情報部特殊工作部隊を率いる人物。対シャドルー専門チームの設立を目指している。本作ではキャラクターデザインが『ストII』シリーズのエンディングの姿と違っている。
ハンナ中尉
ウルフマン大佐の部下の女性で、キャミィの上司にあたる人物。後に『ストリートファイターV』公式サイト「シャドルー格闘家研究所」の「キャラ図鑑」に登場するが本作とは別のキャラクターデザインになっている。
ミッドランド准将
英国情報部部長。キャミィに特殊工作部隊への入隊テストを兼ねた極秘任務を与える。
バード大佐
英国情報部対外諜報課の一員だが、実はテロリストのボスでもある。極秘任務としてキャミィが運んでいた新型兵器の図面を狙いロンドンでテロを行う。力自慢で若い頃はよくストリートファイトに明け暮れていたというが、キャミィに敗北する。
ガイル少佐
アメリカ空軍の少佐。バトランド島を拠点とする犯罪組織の調査を行うため、キャミィと共に島で行われるストリートファイト大会「バトルレイヴ」に参加する。
サー＝フリード
バトルレイヴの主催者である大富豪。その正体は犯罪組織シャドルーの一員であり、バトルレイヴで集めた優秀な格闘家にマインドコントロールを施して組織の戦士にしている。戦闘の際には日本刀を使う。
ニシムラ博士
サー＝フリードと協力して優秀な格闘家を洗脳している科学者。本作では彼がシャドルー時代のキャミィの洗脳と強化に関与している。
ダイゴ
ガイルの親友。バトルレイヴの優勝候補に挙げられる猛者であり、大会に参加した後で消息を絶っていた。後にサー＝フリードたちにマインドコントロールされた戦士「グラン」としてガイルの前に現れるが、最後は洗脳が解けてガイルに助太刀する。
フェイロン
バトルレイヴに参加中のキャミィに勝負を挑んだ拳法家。しかし、キャミィには無視される。
ダルシム
バトルレイヴに参加した格闘家。手足を伸ばしたり瞬間移動するなどの特殊な戦い方でキャミィを驚かせる。作中では名前は出てこない。
スピーゲルマイヤ
シャドルーの一員で、両手が義手になっている隻眼の巨漢。潜水艦「アクエリアス」の艦長であり、シャドルーの兵器密輸や要人移送などを任務としている。
バルログ
シャドルーの幹部。本作ではベガの忠臣かつキャミィのライバルとして描かれている。
ベガ
シャドルーの総帥。本作ではキャミィをシャドルーに連れ戻そうと画策している。

## 書誌情報
- 中平正彦 『スーパーストリートファイターII キャミィ外伝』 小学館〈少年サンデーコミックススペシャル〉1994年8月15日発行（1994年7月発売[5]）、ISBN 4-09-123801-7